# Pardaliscoides tenellus
Pardaliscoides tenellus är en kräftdjursart. Pardaliscoides tenellus ingår i släktet Pardaliscoides och familjen Pardaliscidae. Inga underarter finns listade i Catalogue of Life.